# Michel Bibard
Michel Bibard est un footballeur français, né le 30 novembre 1958 à Amboise en Indre-et-Loire. Il a évolué au poste d'arrière latéral entre 1976 et 1992 et a été champion olympique avec la France lors des jeux de Los Angeles en 1984. Il était reconnu dans le milieu pour sa manière exceptionnelle d'imiter le sifflet de l'arbitre, ce qui a valu quelques scènes cocasses sur les pelouses françaises où les joueurs s'arrêtaient de jouer pensant que l'arbitre avait sifflé.

## Biographie

### FC Nantes
Michel Bibard rejoint à 16 ans le centre de formation du Football Club de Nantes. Il dispute son premier match pour le FCN à 19 ans le 29 janvier 1977 face à Sochaux. En concurrence avec plusieurs autres joueurs, il apparaît épisodiquement en championnat lors des saisons suivantes, et effectue également quelques matchs en coupe d'Europe. Ainsi le 29 septembre 1981 au premier tour de la coupe UEFA 1981-1982 il inscrit un but face au KSC Lokeren, ce qui n'empêche pas Nantes de s'incliner. Bibard s'impose peu à peu au poste d'arrière latéral, il dispute 34 matchs en championnat avec Nantes lors de la saison 1981-1982 et 22 en 1982-1983. Le 11 juin 1983 le FC Nantes entraîné par Jean-Claude Suaudeau s'incline 3 à 2 en finale de la coupe de France face au Paris SG après avoir conquis le titre de champion de France. À partir de 1983-1984 il apparaît comme un titulaire indiscutable à Nantes.

### Paris SG
Il est recruté par en 1986 par le Paris Saint-Germain du président Francis Borelli, alors entraîné par Gérard Houllier et décroche un nouveau titre de champion de France aux côtés de Dominique Rocheteau, Safet Sušić, Luis Fernandez et de l'ancien nantais Fabrice Poullain. Au terme de la saison, il est retenu par Henri Michel dans la liste des 22 joueurs en vue de la coupe du Monde au Mexique. Le 21 mai 1988,  Michel Bibard fait partie de l'effectif du Paris SG qui s'impose à Marseille, pour ce qui restera la dernière victoire du PSG au stade Vélodrome avant 2003. Il joue au Paris SG jusqu'en 1991 sous la direction de Tomislav Ivić puis d'Henri Michel, juste avant que ne commence l'ère Canal+ au sein du club de la capitale. 
Bibard termine alors sa carrière de joueur au Sur Club, dans le championnat du sultanat d'Oman en compagnie de Philippe Jeannol, son coéquipier au Paris SG.

### En tant qu'entraîneur
Michel Bibard commence sa carrière d'entraîneur à Rueil-Malmaison, avec les moins de 15 ans, puis au Paris SG où en 2001 il forme les 17 ans nationaux, qui comptent dans leurs rangs de jeunes talents comme Franck Dja Djédjé ou Rudy Haddad. Depuis il a entraîné l'équipe senior du FC Rueil-Malmaison tout en préparant son diplôme d'entraîneur de football (DEF). Michel Bibard entraîne par la suite l'équipe première du F.C. Saint-Cloud.

### Équipe de France
Aux Jeux olympiques de 1984, il fait partie du groupe sélectionné par Henri Michel en compagnie de deux autres nantais, William Ayache et José Touré. Le 8 août au Rose Bowl de Pasadena, il entre en jeu face à la Yougoslavie en remplacement de Thouvenel. Le 11, il est titulaire lors de la finale remportée 2 à 0 face au Brésil.
Bibard compte six sélections sous le maillot de l'équipe de France entre 1984 et 1986. Il est appelé pour la première fois le 13 octobre 1984 pour un match face au Luxembourg dans le cadre des éliminatoires pour la coupe du monde 1986. Il prend part à trois autres rencontres lors des éliminatoires, ainsi qu'à la coupe intercontinentale des nations, qui oppose le 21 août 1985 la France championne d'Europe et l'Uruguay d'Enzo Francescoli, vainqueur de la Copa América. La France s'impose 2 à 0 sur des buts de son coéquipier Dominique Rocheteau et du nantais José Touré. Le 28 juin 1986, Michel Bibard fait partie de l'équipe, principalement constituée de remplaçants, qui dispute le match pour la troisième place de la coupe du monde 1986 face à la Belgique.

## Carrière

### En tant que joueur
- 1976-1985 : FC Nantes ( France)
- 1985-1991 : Paris SG ( France)
- 1991-1992 : Sur Club ( Oman)

### En tant qu'entraîneur
- FC Rueil-Malmaison (moins de 15 ans)
- Paris SG (moins de 17ans)
- FC Rueil-Malmaison (seniors)
- FC Saint Cloud (seniors)

## Palmarès joueur

### En club
- Champion de France en 1977, 1980, 1983 avec le FC Nantes et en 1986 avec le Paris Saint-Germain
- Vainqueur de la Coupe de France en 1979 avec le FC Nantes
- Vice-champion de France en 1978, 1979, 1981, 1985 avec le FC Nantes et en 1989 avec le Paris Saint-Germain
- Finaliste de la Coupe de France en 1983 avec le FC Nantes

### En équipe de France
- 6 sélections entre 1984 et 1986
- Champion Olympique en 1984
- Vainqueur de la Coupe Intercontinentale des Nations en 1985
- Troisième de la Coupe du Monde en 1986

### Distinctions
- Trophées UNFP 2024 : trophée d'honneur pour l'ensemble du groupe, à l'occasion du 40e anniversaire de la victoire de l'équipe de France olympique aux Jeux olympiques d'été de 1984[1],[2].